# پشتوی مرکزی
پشتوی مرکزی (پشتو: منځنۍ پښتو) گروه گویش‌های میانی زبان پشتو یعنی: زدرانی، بنوزی و وزیری هست که در پاکستان و افغانستان صحبت میشود که در پاکستان در جنوب ایالت خیبر پختونخوا : (بخش بنو‌ و بخش دیره اسماعیل خان) و در ایالت قبیله ای فدرال (وزیرستان شمالی و وزیرستان جنوبی ) گویش دارند و در افغانستان در ولایت های همچون خوست ، پکتیا ، پکتیکا ، غزنی ، زابل ، اورزگان  و ساکنین کوچک ولایت غور به این گویش کمی تکلم دارند.